# 520 هـ
520 هـ هي سنة في التقويم الهجري امتدت مقابلةً في التقويم الميلادي بين سنتي 1126 و1127.

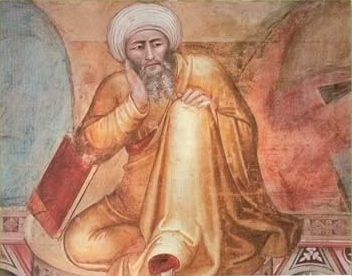
ابن رشد

## أحداث
- ابن عساكر يسافر إلى بغداد.
- عبد القادر الجيلاني، يجلس على كرسي الوعظ في بغداد.

## مواليد
- أحمد بن علي البوني
- ابن رشد
- تاج الدين الكندي
- عين الشمس بنت أحمد

## وفيات
- محمد بن بركات السعيدي

- أبو الفتوح أحمد الغزالي
- ابن رشد الجد، من كبار فقهاء دولة المرابطين.
- تميم بن يوسف بن تاشفين، أمير وقائد عسكري مرابطي.